# Bakerius calmoni
Bakerius calmoni là một loài côn trùng cánh nửa trong họ Aleyrodidae, phân họ Aleurodicinae.
Bakerius calmoni được Bondar miêu tả khoa học đầu tiên năm 1928.